# Earth (americká hudební skupina)
Earth (v překladu z angličtiny Země) je americká rocková/metalová kapela založená roku 1989 v Olympii ve státě Washington kytaristy Dylanem Carlsonem a Gregem Babiorem a zpěvákem Slimem Moonem.
Earth jsou považováni za zakladatele drone metalu díky své albové prvotině Earth 2: Special Low Frequency Version z roku 1993. Poté jejich tvorba obsáhla i stoner rock (např. album Pentastar: In the Style of Demons). První etapa kapely zahrnovala období v letech 1989–1997 zakončené rozpadem kvůli Carlsonovým osobním problémům včetně závislosti na heroinu.

Po překonání závislosti v roce 2003 Carlson společně s bubenicí Adrienne Davies kapelu vzkřísil. Tvorba se přeorientovala na post-rock/psychedelic rock s vlivy country, folku a gospelu.

## Diskografie
Dema
- Demo 1990 (1990)

Studiová alba
- Earth 2: Special Low Frequency Version (1993)
- Phase 3: Thrones and Dominions (1995)
- Pentastar: In the Style of Demons (1996)
- Hex; or Printing in the Infernal Method (2005)
- The Bees Made Honey in the Lion's Skull (2008)
- Angels of Darkness, Demons of Light I (2011)
- Angels of Darkness, Demons of Light II (2012)
- Primitive and Deadly (2014)
- Full upon Her Burning Lips (2019)
- Even Hell Has Its Heroes (Original Soundtrack) (2023)

EP
- Extra-Capsular Extraction (1991)
- Hibernaculum (2007)

Živá alba
- Sunn Amps and Smashed Guitars Live (1995)
- Live 070796 (2001)
- Living in the Gleam of an Unsheathed Sword (2005)
- Live Hex - In a Large City on the North American Continent (2006)
- Live Europe 2006 (2007)
- Radio Earth (2008)
- Live at Third Man Records (2017)
- Live at the Crocodile (2023)

Kompilační alba
- 10 1990 (2000)
- Legacy of Dissolution (2005)
- A Bureaucratic Desire for Extra-Capsular Extraction (2010)
- Earth 2.23 Special Lower Frequency Mix (2023)

Kolaborační alba
- Boa / Cold (2014) – společně s The Bug
- Concrete Desert (2017) – společně s The Bug

Split nahrávky
- Dexamyl / Andromeda (2003) – split 12" vinyl společně s kapelou K.K. Null
- Angel Coma (2006) – split 12" vinyl společně s americkou kapelou Sunn O)))
- Earth / Tribes of Neurot (2007) – split 7" vinyl společně s kapelou Tribes of Neurot
- Earth / Sir Richard Bishop (2008) – split 12" vinyl

## Videografie
VHS
- Extra-Capsular Extraction (1991)